# Кунжик
Кунжик — река на полуострове Камчатка в России.
Длина реки 70 км. Площадь водосборного бассейна — 284 км². Протекает по территории Соболевского района Камчатского края.
Река названа 1 мая 1958 года строителями близлежащего посёлка по первой рыбе — кунже, пойманной здесь.

## Данные водного реестра
По данным государственного водного реестра России относится к Анадыро-Колымскому бассейновому округу.